# L'Esterp
L'Esterp (en francès Lesterps, L'Esterp en occità llemosí) és un municipi francès situat al departament del Charente i a la regió de la Nova Aquitània. L'any 2007 tenia 498 habitants.

## Llengües
El municipi es troba a la part occitana de la Charente, que ocupa el terç oriental, i el dialecte és el llemosí.

## Demografia

### Població
El 2007 la població de fet de l'Esterp era de 498 persones. Hi havia 213 famílies de les quals 58 eren unipersonals (23 homes vivint sols i 35 dones vivint soles), 81 parelles sense fills, 62 parelles amb fills i 12 famílies monoparentals amb fills.
La població ha evolucionat segons el següent gràfic:
Habitants censats

### Habitatges
El 2007 hi havia 317 habitatges, 219 eren l'habitatge principal de la família, 53 eren segones residències i 46 estaven desocupats. 314 eren cases i 3 eren apartaments. Dels 219 habitatges principals, 168 estaven ocupats pels seus propietaris, 44 estaven llogats i ocupats pels llogaters i 7 estaven cedits a títol gratuït; 1 tenia una cambra, 15 en tenien dues, 51 en tenien tres, 74 en tenien quatre i 78 en tenien cinc o més. 140 habitatges disposaven pel capbaix d'una plaça de pàrquing. A 117 habitatges hi havia un automòbil i a 75 n'hi havia dos o més.

### Piràmide de població
La piràmide de població per edats i sexe el 2009 era:
| Homes | Edats   | Dones |
| ----- | ------- | ----- |
| 0     | 95 o +  | 0     |
| 0     | 90 a 94 | 0     |
| 0     | 85 a 89 | 8     |
| 8     | 80 a 84 | 8     |
| 20    | 75 a 79 | 12    |
| 20    | 70 a 74 | 36    |
| 28    | 65 a 69 | 16    |
| 16    | 60 a 64 | 16    |
| 8     | 55 a 59 | 8     |
| 24    | 50 a 54 | 20    |
| 20    | 45 a 49 | 20    |
| 8     | 40 a 44 | 16    |
| 12    | 35 a 39 | 20    |
| 20    | 30 a 34 | 28    |
| 24    | 25 a 29 | 16    |
| 28    | 20 a 24 | 20    |
| 20    | 15 a 19 | 28    |
| 16    | 10 a 14 | 16    |
| 24    | 5 a 9   | 20    |
| 28    | 0 a 4   | 8     |

La població del municipi és relativament envellida. El 2018, la taxa de persones d'una edat inferior a 30 anys és del 25,4 %, per sota de la mitjana departamental (30,2 %). En canvi, la taxa de persones d'edat superior als 60 anys és del 39,9 %, mentre que al nivell departamental és del 32,3 %.El 2018, el municipi comptava amb 228 homes per 234 dones, és a dir, una taxa del 50,65 % de dones, lleugerament inferior a la taxa departamental (51,59 %).

## Economia
El 2007 la població en edat de treballar era de 284 persones, 196 eren actives i 88 eren inactives. De les 196 persones actives 173 estaven ocupades (103 homes i 70 dones) i 24 estaven aturades (8 homes i 16 dones). De les 88 persones inactives 33 estaven jubilades, 16 estaven estudiant i 39 estaven classificades com a «altres inactius».

### Ingressos
El 2009 a l'Esterp hi havia 218 unitats fiscals que integraven 494 persones, la mediana anual d'ingressos fiscals per persona era de 11.650,5 €.

### Activitats econòmiques
Dels 21 establiments que hi havia el 2007, 1 era d'una empresa de fabricació d'altres productes industrials, 5 d'empreses de construcció, 6 d'empreses de comerç i reparació d'automòbils, 1 d'una empresa de transport, 1 d'una empresa d'hostatgeria i restauració, 3 d'empreses immobiliàries, 2 d'empreses de serveis i 2 d'empreses classificades com a «altres activitats de serveis».
Dels 9 establiments de servei als particulars que hi havia el 2009, 1 era una oficina de correu, 3 tallers de reparació d'automòbils i de material agrícola, 2 paletes, 2 guixaires pintors i 1 restaurant.
Dels 2 establiments comercials que hi havia el 2009, 1 era una botiga de menys de 120 m² i 1 una carnisseria.
L'any 2000 a L'Esterps hi havia 46 explotacions agrícoles que ocupaven un total de 2.552 hectàrees.

## Equipaments sanitaris i escolars
El 2009 hi havia una escola elemental integrada dins d'un grup escolar amb les comunes properes formant una escola dispersa.

## Poblacions més properes
El següent diagrama mostra les poblacions més properes.